# سيلفيا ديربيز
سيلفيا ديربيز (بالإسبانية: Silvia Derbez)‏ ممثلة مكسيكية سينمائية وتلفزيونية (8 مارس 1932 - 6 أبريل 2002)  لمع نجمها خلال العصر الذهبي للسينما المكسيكية .

## روابط خارجية
- سيلفيا ديربيز على موقع IMDb (الإنجليزية)
- سيلفيا ديربيز على موقع قاعدة بيانات الفيلم (الإنجليزية)